# After-Show-Party
Als After-Show-Party oder Aftershowparty, auch kurz Afterparty (in etwa „Feier nach der Veranstaltung“ oder „Party danach“), werden Feiern bezeichnet, die nach gesellschaftlichen Ereignissen stattfinden. Zuvor stattfindende Veranstaltungen können beispielsweise Konzerte, Filmvorführungen oder Shows sein. Häufiger sind After-Show-Partys nur für eine begrenzte Klientel zugänglich, d. h. Personen, die an dem vorangegangenen Ereignis teilgenommen haben, können von der After-Show-Party aus verschiedenen Gründen ausgeschlossen sein. In anderen Fällen sind After-Show-Partys aber auch recht frei zugänglich.
Insbesondere durch Feiern nach hoch beachteten Veranstaltungen mit Stars ist der Begriff der After-Show-Party weltweit in Mode gekommen und wird für vielerlei Feierlichkeiten, die einem solchen gesellschaftlichen Ereignis folgen, verwendet.
In Anlehnung an die After-Show-Party findet sich inzwischen auch der Begriff After-Work-Party für Betriebsfeiern oder Feten nach der regulären Arbeitszeit.